# Sigismund Stier
Sigismund Stier, auch latinisiert: Taurus (* um 1500 in Heilbronn; † 1551) war ein deutscher Fürstenerzieher, Jurist und Kanzler.

## Leben
Sigismund Stier war ein Sohn des Heilbronner Buchdruckers und Buchhändlers Sigmund Stier. Er studierte ab 1518 in Frankfurt an der Oder, wo er zwei Jahre später zum baccalaurius artium promoviert wurde. Ab März 1521 ist Stier an der Universität Heidelberg nachweisbar. Hier erhielt er 1523 den Magistertitel. Er sammelte erste pädagogische Erfahrungen und wurde 1526 zum Präzeptor des elfjährigen pommerschen Herzogssohnes Philipp ernannt, der zum Studium von Stettin an den Hof seines Onkels, Kurfürst Ludwig V., nach Heidelberg gekommen war. 1528 ist Stier Kaplan an der Heilbronner Jakobskapelle.

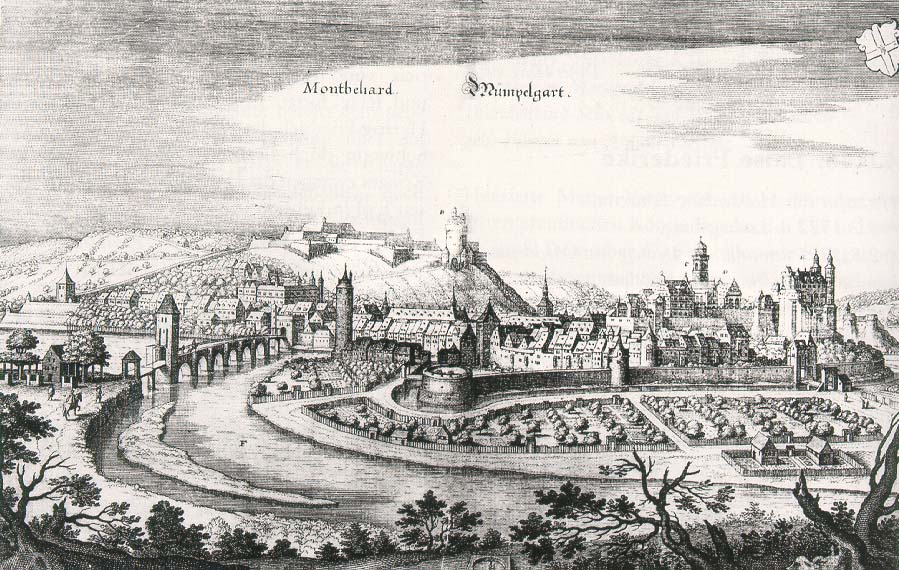
Mömpelgard um 1600

1532 heiratete Stier und 1534 erwarb er in Heidelberg den Titel eines Lizentiaten beider Rechte. Seit etwa 1537 ist Stier im Dienst der Grafschaft Mömpelgard nachweisbar. Schließlich wurde er Kanzler am Hof des Grafen Georg von Württemberg-Mömpelgard.